# Lac Noir (îles Kerguelen)
Pour les articles homonymes, voir Lac Noir.
Le lac Noir est un lac de l'île principale des îles Kerguelen dans les Terres australes et antarctiques françaises (TAAF). Il est situé sur le plateau Central.